# Collegio uninominale Campania 1 - 09
Il collegio elettorale uninominale Campania 1 - 09 è stato un collegio elettorale uninominale della Repubblica Italiana per l'elezione della Camera dei deputati tra il 2017 ed il 2022.

## Territorio
Come previsto dalla legge elettorale italiana del 2017, il collegio era stato definito tramite decreto legislativo all'interno della circoscrizione Campania 1.
Era formato dal territorio di 12 comuni: Bacoli, Barano d'Ischia, Casamicciola Terme, Forio, Ischia, Lacco Ameno, Marano di Napoli, Monte di Procida, Pozzuoli, Procida, Quarto e Serrara Fontana.
Il collegio era quindi interamente compreso nella città metropolitana di Napoli.
Il collegio era parte del collegio plurinominale Campania 1 - 01.

## Eletti
| Elezione | Elezione | Deputato    | Partito               |
| -------- | -------- | ----------- | --------------------- |
|          | 2018     | Andrea Caso | Movimento 5 Stelle    |
|          | 2022     | Andrea Caso | Insieme per il futuro |

## Dati elettorali

### XVIII legislatura
Come previsto dalla legge elettorale, 232 deputati erano eletti con sistema a maggioranza relativa in altrettanti collegi uninominali a turno unico.
| Candidati              | Candidati              | Voti    | %     | Liste                           | Voti    | %     |
| ---------------------- | ---------------------- | ------- | ----- | ------------------------------- | ------- | ----- |
|                        | Andrea Caso ✔️ Eletto  | 73 175  | 50,05 | Movimento 5 Stelle              | 73 175  | 50,05 |
|                        | Severino Nappi         | 42 585  | 29,13 | Forza Italia                    | 31 576  | 21,60 |
| Lega                   | Severino Nappi         | 42 585  | 29,13 | 5 176                           | 3,54    |       |
| Fratelli d'Italia      | Severino Nappi         | 42 585  | 29,13 | 3 671                           | 2,51    |       |
| Noi con l'Italia - UDC | Severino Nappi         | 42 585  | 29,13 | 2 162                           | 1,48    |       |
|                        | Maria Carmine Tumiatti | 18 071  | 12,36 | Partito Democratico             | 15 414  | 10,54 |
| +Europa                | Maria Carmine Tumiatti | 18 071  | 12,36 | 1 639                           | 1,12    |       |
| Civica Popolare        | Maria Carmine Tumiatti | 18 071  | 12,36 | 636                             | 0,44    |       |
| Italia Europa Insieme  | Maria Carmine Tumiatti | 18 071  | 12,36 | 382                             | 0,26    |       |
|                        | Gerardo Della Ragione  | 6 864   | 4,70  | Liberi e Uguali                 | 6 864   | 4,70  |
|                        | Aniello Nasti          | 2 636   | 1,80  | Potere al Popolo!               | 2 636   | 1,80  |
|                        | Antimo De Crescenzo    | 1 419   | 0,97  | Il Popolo della Famiglia        | 1 419   | 0,97  |
|                        | Giovangiuseppe Farese  | 815     | 0,56  | CasaPound                       | 815     | 0,56  |
|                        | Liliana Fauci          | 400     | 0,27  | Italia agli Italiani            | 400     | 0,27  |
|                        | Mara Starvaggi         | 226     | 0,15  | Per una Sinistra Rivoluzionaria | 226     | 0,15  |
| Totale                 | Totale                 | 146 191 | 100   |                                 | 146 191 | 100   |
|                        |                        |         |       |                                 |         |       |
| Voti non validi        | Voti non validi        | 3 784   | 2,52  |                                 |         |       |
| Votanti                | Votanti                | 149 975 | 64,44 |                                 |         |       |
| Elettori               | Elettori               | 232 734 |       |                                 |         |       |